# چغک‌چینی گلوزرد
فولوتای گلو زرد (نام علمی: Alcippe cinerea) نام یک گونه از تیره سسکیان است. این پرنده در بنگلادش، بوتان، جمهوری خلق چین، هند، لائوس، میانمار، نپال، و ویتنام حضور دارد. زیستگاهش نیز مناطق نیمه‌گرمسیری یا مناطق گرمسیری است.